# Mörtsjön (Vårdinge socken, Södermanland)
Mörtsjön är en sjö i Södertälje kommun i Södermanland och ingår i Trosaåns huvudavrinningsområde. Sjön är 7 meter djup, har en yta på 0,109 kvadratkilometer och befinner sig 51 meter över havet.

## Delavrinningsområde
Mörtsjön ingår i det delavrinningsområde (655194-159182) som SMHI kallar för Mynnar i 655160-159143. Medelhöjden är 56 meter över havet och ytan är 0,5 kvadratkilometer. Det finns ett avrinningsområde uppströms, och räknas det in blir den ackumulerade arean 4,37 kvadratkilometer. Vattendraget som avvattnar avrinningsområdet har biflödesordning 5, vilket innebär att vattnet flödar genom totalt 5 vattendrag innan det når havet efter 32 kilometer. Avrinningsområdet består mestadels av skog (69 procent) och jordbruk (13 procent). Avrinningsområdet har 1,1 kvadratkilometer vattenytor vilket ger det en sjöprocent på 6,3 procent. Bebyggelsen i området täcker en yta av 0,89 kvadratkilometer eller 5 procent av avrinningsområdet.